# Owstons mees
Owstons mees (Sittiparus owstoni) is een zangvogel uit de familie Paridae (mezen). Op grond van onderzoek uit 2014 is deze vogel afgesplitst van de bonte mees (S. varius). Deze vogel is genoemd naar de Engelse verzamelaar Alan Owston (1865-1915).

## Verspreiding en leefgebied
De soort komt voor op de zuidelijke Izu-eilanden (Miyakejima, Mikurajima en Hachijojima).

## Status
De grootte van de populatie is in 2011 geschat op 2900-3600 volwassen vogels. Het verspreidingsgebied is klein en aangenomen wordt dat de aantallen achteruitgaan door habitatverlies. Op de Rode lijst van de IUCN heeft deze soort de status bedreigd.